# بخش کوندینامارکا
شهرستان کوندینامارکا (به اسپانیایی: Cundinamarca Department) یک سکونتگاه مسکونی در کلمبیا است که در کلمبیا واقع شده‌است.

## خصوصیات
شهرستان کوندینامارکا ۲۴٬۲۱۰ کیلومترمربع مساحت و ۲٬۵۹۸٬۲۴۵ نفر جمعیت دارد.